# Hundeaber
Hundeaber (latin: Cercopithecidae), også kaldet marekatte, er en familie af primater. Med sine omkring 132 arter er det den artsrigeste familie af primater. Hundeaber er udbredt i store dele af Afrika og Asien. De lever alle i grupper med komplekse sociale strukturer. Til de mest kendte hundeaber hører: marekatte, bavianer, makakaber, mandrillen, colobusaber, langurer og næseaben. Cercopithecidae er den eneste familie i overfamilien Cercopithecoidea, søstergruppen til menneskeaberne (Hominoidea).

## Udseende
Hundeaber er relativt store og kraftigt byggede dyr. Længden af hoved og krop ligger mellem 32 og 110 centimeter. Halen kan blive op til cirka 100 cm lang og tjener til at holde balancen og kan ikke anvendes som gribehale. Der er enkelte arter, der mangler hale som eksempelvis berberaben. Vægten varierer fra omkring 1 kg hos talapoin til over 50 kg hos mandrillen. Hos de fleste arter findes en stor kønsforskel med hensyn til vægt, idet hanner kan veje op til dobbelt så meget som hunner. Der kan også være forskelle med hensyn til pelsfarve, fx hos kappebavian.
Hovedet er afrundet og kraniekassen er oftest relativt stor. Ansigtet er ofte uden hår og mest mørkt farvet, en undtagelse er hanmandrillens farveprægtige ansigt. Snuden er hos nogle arter langstrakt, hvilket giver et hundeagtigt udseende.

## Klassifikation
Familien deles i to underfamilier, Cercopithecinae og Colobinae med henholdsvis 12 og 10 slægter. Arterne i underfamilien Colobinae (slankaber) er bladædere, der har en stor delt mavesæk og en stor tyktarm, mens arterne i underfamilien Cercopithecinae har en mere blandet kost og alle har kindposer.
- Cercopithecinae
  - Allenopithecus: Allens sumpabe, 1 art, Afrika.
  - Cercocebus: fx hvidkindet mangabey, 6 arter, Afrika.
  - Cercopithecus: egentlige marekatte, cirka 25 arter, Afrika.
  - Chlorocebus: fx grøn marekat, 6 arter, Afrika
  - Erythrocebus: husarabe, 1 art, Afrika.
  - Lophocebus: mangabeyer, 3 arter, Afrika.
  - Rungwecebus: højlands-mangabey, 1 art, Afrika.
  - Macaca: makakaber, cirka 21 arter, mest Asien men også ud til Nordafrika.
  - Miopithecus: talapoin, 2 arter, vestlige Ækvatorialafrika.
  - Papio: savannebavianer, 5 arter, Afrika
  - Theropithecus: gelada, 1 art, Østafrika.
  - Mandrillus: skovbavianer, 2 arter, vestlige Ækvatorialafrika.
- Colobinae: slankaber
  - Colobus: sorte colobusaber, 5 arter, Afrika.
  - Piliocolobus: røde colobusaber, cirka 9 arter, Afrika.
  - Nasalis: næseabe, 1 art, Borneo.
  - Presbytis: cirka 11 arter, Malaysia og Indonesien.
  - Procolobus: grøn colobusabe, 1 art, Vestafrika.
  - Pygathrix: stumpnæseaber, 3 arter, Sydøstasien.
  - Rhinopithecus: kostumeaber, 4 arter; Asien.
  - Semnopithecus: fx hulman, 7 arter, indiske subkontinent.
  - Simias: simakobou, 1 art, Mentawaiøerne, Indonesien.
  - Trachypithecus: cirka 17 arter, Asien.